# 今野真樹
今野 真樹（こんの まき、1972年10月13日 - ）は、合同会社kokoro代表。

## 来歴
山形県長井市出身。両親は美容室を経営していた。重度のアトピー性皮膚炎により美容師の道を断念し、高校卒業後、1990年に上京して美容以外の専門学校を卒業。一般企業就職後、山田信之介のヘアメイクアシスタントに1年従事し、1998年からフリーランスで活動。
美容師免許は取得していない。
日本化粧品検定1級（コスメコンシェルジュ）、ファスティングマイスター、漢方養生指導士初級、薬膳アドバイザー、健康美容食育士などの民間資格取得。